# Terrell Lyday
Terrell Lyday  (* 12. August 1979 in Fresno, Kalifornien) ist ein US-amerikanischer Basketballspieler. Außer seiner Jugendzeit spielt Lyday die restliche Zeit seiner Karriere in Europa. Er spielt Stand Anfang 2012 auf der Position des Guards in der russischen PBL für UNICS Kasan.

## Karriere als Spieler

### USA (1997–2001)
Lyday wechselte von der Herbert Hoover High School seiner Heimatstadt 1997 an das Fresno City College, wo er für das Hochschulteam Rams in der National Junior Collegiate Athletic Association spielte. Nach zwei Jahren am Junior College konnte er sich für ein weiterführendes College qualifizieren und studierte an der Brigham Young University im US-Bundesstaat Utah. Während seiner zwei Jahre (1999–2001) bei den Brigham Young Cougars kam er auf 16,4 Punkte pro Spiel.

### Europa (seit 2001)
Seit 2001 spielt Lyday in Europa. Von 2001 bis 2005 spielte er je ein Jahr bei verschiedenen Klubs in Polen, Türkei in Frankreich ohne nennenswerten Erfolg. Für die Saison 2005/06 wechselte er in dir russische Superliga zu Ural Great Perm und gewann die FIBA EuroCup Challenge 2006. Anschließend wechselte er nach Italien zu Benetton Treviso und gewann im selben Jahr den italienischen Supercup und im Folgejahr 2007 den italienischen Pokal. Seit der Saison 2008/09 spielt Lyday beim russischen UNICS. Mit der Mannschaft aus Kasan gelang ihm als größter Erfolg der Gewinn des ULEB Eurocup 2011. Weitere Erfolge mit UNICS waren der Gewinn des russischen Pokals 2009, die Finalteilnahme im russischen Pokal 2008 und in der VTB United League 2010, sowie der jeweils dritte Platz in der russischen Meisterschaft 2010 und 2011. Lyday hat einen Vertrag bei UNICS bis 2013.

## Auszeichnungen und Erfolge

### Mit der Mannschaft
- Sieger der FIBA EuroCup Challenge: 2006
- Sieger des ULEB Eurocup: 2011
- Sieger des italienischen Supercups: 2006
- Sieger des italienischen Pokals: 2007
- Sieger des russischen Pokals: 2009

### Persönliche Auszeichnungen
- Teilnehmer des französischen All-Star Games 2005
- Mitglied des PBL Second Team der Saison 2010/11 in der PBL.